# Bréhain-la-Ville
 Bréhain-la-Ville  es una población y comuna francesa, en la región de Lorena, departamento de Meurthe y Mosela, en el distrito de Briey y cantón de Villerupt.

## Demografía
| 197 | 225 | 223 | 175 | 183 | 227 |
| Para los censos de 1962 a 1999 la población legal corresponde a la población sin duplicidades (Fuente: INSEE [Consultar]) |     |     |     |     |     |